# پترینیا
پترینیا (به کرواتی: Petrinja) شهری در ایالت سیساک-مسلاوینا کشور کرواسی است که جمعیت آن در سال ۲۰۱۱ میلادی ۲۴٬۷۸۶ نفر بوده‌است.